# Gente bien
Gente bien é uma telenovela mexicana produzida por Lucy Orozco para a Televisa e exibida pelo Canal de las Estrellas entre 28 de abril e 15 de agosto de 1997.
Foi protagonizada por Patricia Manterola e Mario Cimarro, com atuações estrelares de Helena Rojo, Ana Martín e María Rivas e antagonizada por César Évora e Julián Pastor.

## Sinopse
Maria é uma jovem trabalhadora e honesta que presta seus serviços em uma farmácia. Infelizmente, ela é forçada a abandonar seu trabalho porque seu chefe, Adolfo Klein, quase conseguiu abusar dela.
Após o incidente, Maria consegue um novo emprego na fábrica de grade prestígio de Jaime Dumas, um empresário ligado à máfia. Ele é familiar e parceiro de Adolfo. Quando o pai de Jaime morreu, deixou todas suas propriedades para sua esposa Sarah e ela deixou por conta de Jaime para tomar a conta de todos os negócios da família, pois é o filho mais velho.
Alice, irmã de Jaime é a esposa de Adolfo, e Rebecca é a esposa de Jaime, e quando ele descobre que Adolfo tentou abusar dela cria um terrível escândalo em torno da família.
Jaime conhece e tenta seduzir Maria, por sorte Maria conhece Gerardo, um ecologista que está investigando, e quer coletar provas e lutar contra Jaime Dumas e suas obras, e distribuição de substâncias proibidas e agrotóxicos ilegais no meio ambiente. Maria e Gerardo se apaixonam mas  as circunstâncias vão separá-los, para os unir no fim da trama.

## Elenco
- Patricia Manterola - María Figueroa
- Mario Cimarro - Gerardo Félipe
- Helena Rojo - Rebecca Balmori de Dumas
- César Évora - Jaime Dumas
- Ana Martín - Alicia Dumas de Klein
- Isela Vega - Mercedes Figueroa
- María Rivas - Dona Sara Dumas
- Julián Pastor - Dr. Adolfo Klein
- Patricia Bernal - Angélica Medina
- Daniel Gauvry - Rafael
- Alec Von Bargen - Mauricio Dumas
- Ariadna Welter - Consuelo
- Marta Aura - Margara
- Quintín Bulnes
- Jorge Capin - Wolf
- Bárbara Eibenshutz - Liz Dumas
- Leif Janivitz - Benjamin Klein
- Masha Kostiurina - Sabina Klein
- Alicia del Lago - Conchita
- Claudette Maillé - Ximena
- Gabriela Murray - Yolanda
- Felipe Nájera - Diego
- Ariane Pellicer - Celia
- Rubén Rojo Aura - Jaimito Dumas
- Héctor Sáez
- Bruno Schwebel - Padre Bernardo
- Jorge Zárate - Esteban
- Salma Hayek - Teresa
- José Luis Avendańo - Baltazar
- Yaoli Bello
- Ernesto Bog
- Raquel Garza - Martita
- Rafael Mercadante - Mauricio
- Marcela Morett - Reina
- Genoveva Pérez - Amaranta
- Wenceslao Rangel
- Vicky Rodel - Vicky
- Polo Salazar
- Paloma Woolrich - Irma
- Eduardo Lińan
- Ramón Abascal

## Exibição
Foi reprisada pelo canal TLNovelas entre 14 de dezembro de 1998 a 02 de abril de 1999.